# Żbin
Żbin – osada w Polsce położona w województwie wielkopolskim, w powiecie słupeckim, w gminie Lądek.